# Sutura quirúrgica de seda
La seda trenzada negra es un material multifilamento trenzado, de naturaleza proteíca, obtenido a partir de las fibras del capullo de gusanos de seda que han sido convenientemente tratadas con el fin de purificarlas y desengomarlas. Se presenta en color negro, lo que permite una fácil visibilidad en el campo quirúrgico. La seda trenzada está impregnada de cera de abeja con el fin de rellenar los huecos entre las diferentes fibrillas y reducir al mínimo su capilaridad. 
Su principal característica es su elevada flexibilidad lo que le confiere una manejabilidad y facilidad de anudación muy superior a cualquier material de sutura. Igualmente su elevada resistencia tensil hacen que la seda sea el material de sutura utilizado mayoritariamente en todo tipo de intervenciones.
Si bien la seda se considera como un material no absorbible debido a su naturaleza proteíca, sufre en el organismo un lento proceso de reabsorción. Estudios "in vivo" han demostrado que la seda ha sido reabsorbida totalmente al cabo de dos años. Se comporta por lo tanto como material reabsorbible de largo período.